# Брутенц Карен Нерсесович
Карен Нерсесович Брутенц (нар. 3 липня 1924, місто Баку, тепер Азербайджан — 14 червня 2017, місто Москва) — радянський партійний і державний діяч, 1-й заступник завідувача міжнародного відділу ЦК КПРС. Кандидат у члени ЦК КПРС у 1986—1990 роках. Кандидат філософських наук (1958), доктор історичних наук (1972), професор (1973). Віце-президент Російської зовнішньополітичної асоціації.

## Життєпис
Народився в родині партійного працівника Нерсеса Олександровича Брутенца-Аствацатряна. З 1931 по 1941 рік навчався в 4-й (23-й) школі Міського району міста Баку.
З 1941 року — учень контролера, контролер відділу технічного контролю, старший інспектор, заступник начальника відділу заводу № 610 Народного комісаріату боєприпасів СРСР в місті Баку.
Член ВКП(б) з 1945 року.
У 1946 році закінчив Азербайджанський медичний інститут.
З лютого 1946 року — лікар клінічної психіатричної лікарні міста Баку.
У 1948—1950 роках навчався екстерном на історичному факультеті Азербайджанського державного університету.
У 1950—1954 роках — лектор, керівник лекторської групи Бакинського міського комітету КП Азербайджану.
У 1954—1958 роках — аспірант Академії суспільних наук при ЦК КПРС. У 1958 році захистив дисертацію на тему «Критика ідеології «нового колоніалізму» США» на ступінь кандидата філософських наук.
У 1959—1961 роках — редактор-консультант, завідувач відділу національно-визвольного руху редакції журналу «Проблеми миру і соціалізму» (Прага, Чехословаччина).
З 1961 року працював референтом, консультантом в апараті ЦК КПРС. У 1976—1986 роках — заступник завідувача, в 1986—1991 роках — 1-й заступник завідувача міжнародного відділу ЦК КПРС.
З 1991 року — персональний пенсіонер у Москві.
З 1997 року — віце-президент Російської зовнішньополітичної асоціації.
Помер 14 червня 2017 в Москві.

## Основні праці
- Національно-визвольний рух народів Азії і Африки. Москва, Знання, 1959
- Проти ідеології сучасного колоніалізму. Москва, Соцекгіз, 1961
- Колоніалізм без імперії. Москва, Знання, 1963
- Вірний друг і союзник. Москва, Знання,, 1965
- Сучасна революційна демократія. Москва, Знання, 1968
- Нова форма поневолення народів. Москва, Політвидав, 1969
- Політика імперіалізму США в країнах, що розвиваються. Москва, Знання, 1969
- Сучасні національно-визвольні революції. Москва, Політвидав, 1974
- Вивільнені країни в 70-і роки. Москва, Політвидав, 1979
- Тридцять років на Старій площі. Москва, Міжнародні відносини, 1998.
- Нездійснене. Небайдужі замітки про перебудову. Москва, Міжнародні відносини, 2005.
- Захід американської гегемонії. Москва, Міжнародні відносини, 2009.
- Велика геополітична революція. Москва, Міжнародні відносини, 2014.

## Нагороди і звання
- ордени
- медалі